# Grottenherten
Grottenherten ist ein Stadtteil von Bedburg im Rhein-Erft-Kreis, Nordrhein-Westfalen. Ortsbürgermeister für Grottenherten und Kirchherten ist Friedel Moritz (SPD).

## Lage
Grottenherten liegt westlich von Bedburg. Die Bebauungen von Kirchherten und Grottenherten gehen ineinander über. Südlich des Ortes verläuft die Landesstraße 258.

## Geschichte
893 wurde bei der Abtei Prüm bereits ein Besitz in Hertene ausgewiesen. Der Fronhof mit der Kapelle St. Margeretha bestand bereits, als Gerhard von Jülich im 14. Jahrhundert den Gutshof erwarb. Es ist nachgewiesen, dass es dort schon im 11. Jahrhundert ein landwirtschaftliches Gut gab. 
Am 27. Februar 1945 endeten in Grottenherten die Zeit des Nationalsozialismus und der Zweite Weltkrieg. US-Truppen, die von der Rur an den Rhein vorrückten (siehe Operation Grenade), nahmen in der Nacht vom 25. auf den 26. Februar 1945 Grottenherten unter Dauerbeschuss. Am frühen Morgen des 27. Februar fiel der zu etwa einem Drittel zerstörte Ort. Auch Pütz und Königshoven wurden nach starkem Artilleriebeschuss und dem Abwurf von Kettenbomben eingenommen. Grund für die Angriffe war, dass im Februar 1945 die 11. Panzer-Division der Wehrmacht bei Grottenherten große Teile ihres Geräts in Stellung hatte.

## Sehenswürdigkeiten

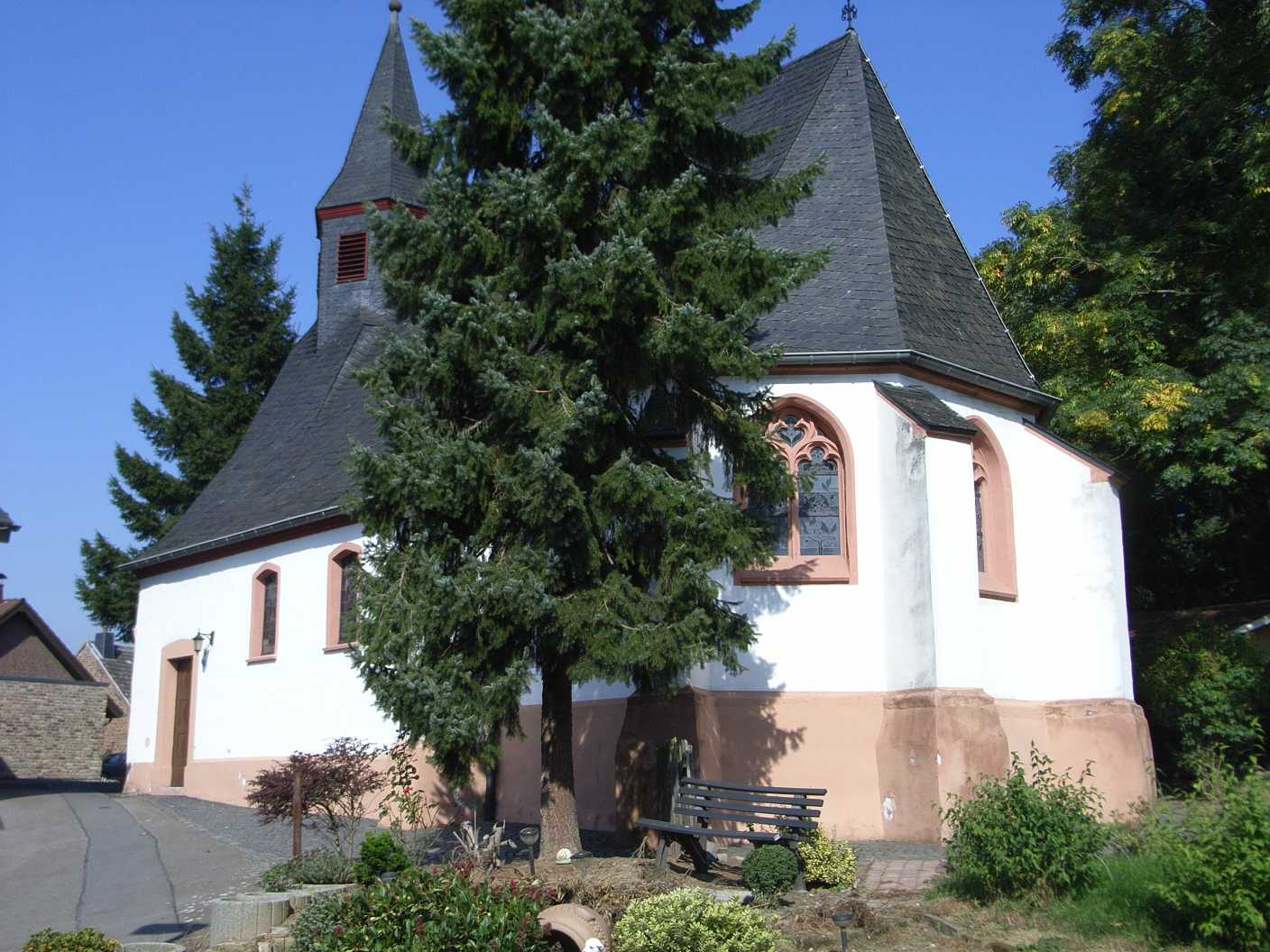
Kapelle St. Magaretha

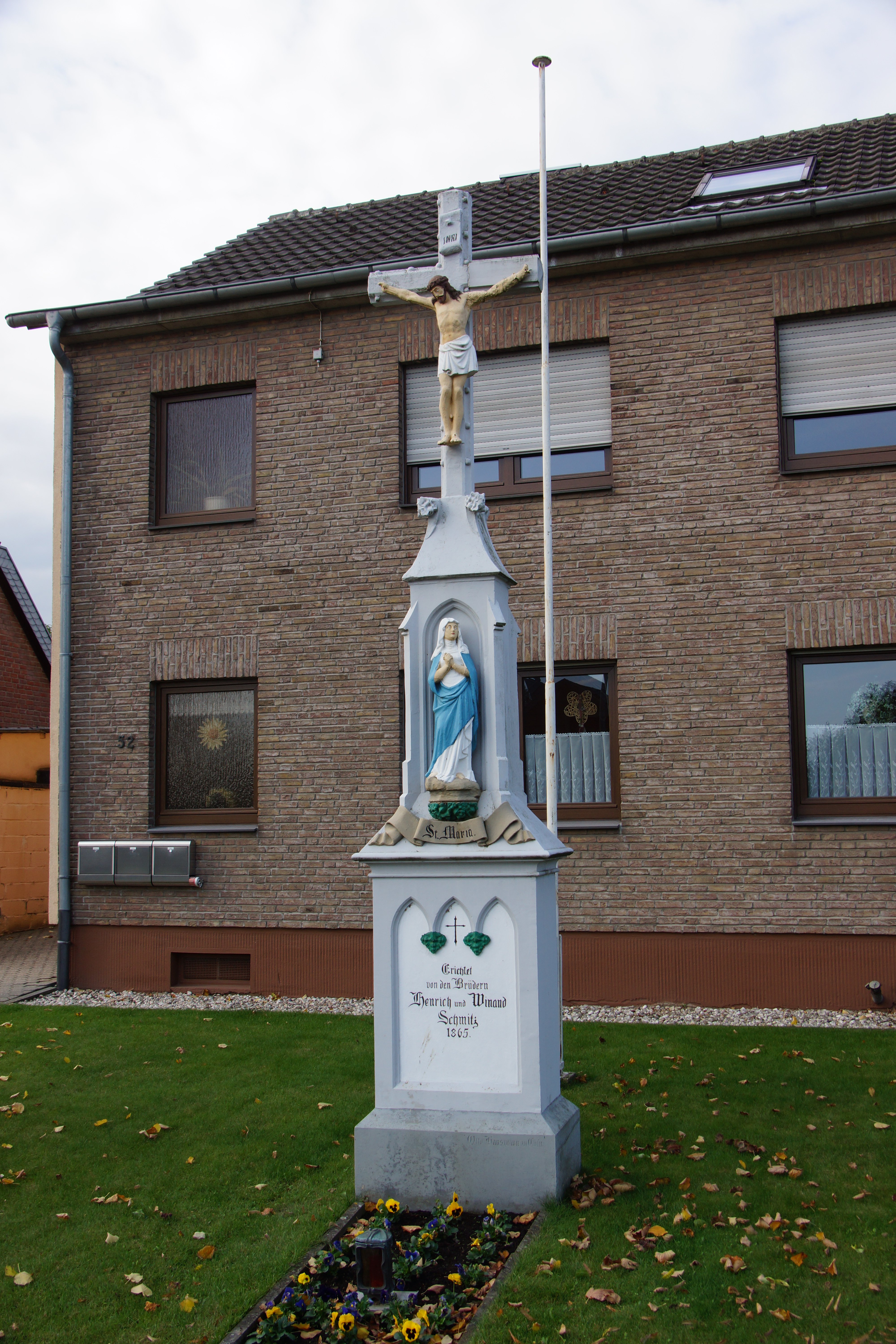
Wegekreuz

- Die nahegelegene Kappenwindmühle oder Holländerwindmühle stammt aus dem Jahre 1831. Sie liegt auf einem aufgemauerten Hügel, durch dessen Untergeschoss man mit Fuhrwerken durchfahren kann, ein Durchfahrholländer. Die Flügel an der aus Backsteinen errichteten Windmühle wurden 1981 erneuert. Im Rhein-Erft-Kreis gibt es nur noch zwei dieser Mühlenarten, die noch betrieben werden können. Bis 1964 wurde noch Korn gemahlen, heute noch gelegentlich Futtergetreide. Um den Erhalt kümmern sich ein Mühlenverein und regionale Sponsoren.[4] Die Mühle präsentiert sich jährlich in besonderer Weise auf dem Deutschen Mühlentag.

- Die St. Magaretha-Kapelle wird in Legenden auf Kaiser Karl zurückgeführt. 1470 wird das zum Fronhof gehörende Gebäude erstmals urkundlich erwähnt.[5] Die kleine Saalkirche entstand wohl im 11. oder 12. Jh., der spätgotische Chor im 15. Jh.

## Verkehr
Die VRS-Buslinie 905 der Rhein-Erft-Verkehrsgesellschaft verbindet den Ort mit Bedburg und Königshoven. Zusätzlich verkehren einzelne Fahrten der auf die Schülerbeförderung ausgerichteten Linie 987.
| Linie | Verlauf |
| ----- | --- |
| 905   | Stadtbus Bedburg: Bedburg Bf – Bedburg-West – Kirchtroisdorf – Grottenherten – Kirchherten – Pütz – Königshoven – Kaster – Lipp – Bedburg Rathaus – Bedburg Bf – Blerichen – Kirdorf |
| 987   | Schülerverkehr Bedburg |